# G22
G22는 코너스톤 엔터테인먼트 소속의 필리핀 걸그룹이다. 2022년 2월 25일 첫 번째 싱글 'BANG!'으로 데뷔했다.

## 활동

### 데뷔 전
2월 12일 코너스톤 엔터테인먼트는 소속 새 아이돌 그룹이 있다고 밝혔고, 같은 날 새 아이돌 걸그룹의 이름을 G22로 밝히고 그룹 로고 모션 영상을 공개했다. 다음 날 코너스톤 엔터테인먼트는 데뷔일과 함께 그룹 SNS에 스케줄러 포스터를 게재하며 4인조로 구성된 신인 아이돌 그룹이라고 밝혔다.
지난 2월 14일, 알페아는 그룹의 첫 번째 멤버로 대중들에게 처음 소개되었으며, 2월 15일에 비앙카가 그 뒤를 이었다. 이후 2월 16일 재즈는 세 번째 멤버로 밝혀졌다. AJ는 지난 2월 17일 네 번째이자 마지막 멤버로 밝혀졌다.. 2월 18일 그들의 단체 사진과 영상이 공개됐다. 2월 19일 첫 싱글 'BANG!' 타이틀곡으로 공개되었다.

### 2022: BANG!, PPOPCON으로 데뷔, 첫 컴백 싱글
2022년 2월 25일 첫 번째 싱글 'BANG!으로 첫 정식 데뷔했다.
2022년 4월 9~10일, G22는 같은 날 1일 컨벤션 뉴프론티어 씨어터와 콘서트 및 컨벤션의 메인 이벤트인 스마트 아라네타 콜로세움에서 열린 2022 팝콘 공개 공연에 참석했다.
2022년 5월 2일, 2022년 5월 20일 컴백을 알렸고, SNS를 통해 로고 모션 영상과 컴백 티저 일정을 공개하며 알렸다. 5월 13일에는 'Babalik이라는 제목의 차기 싱글과 컴백 싱글을 공개했다.

## 멤버
- AJ – 리더, 메인래퍼
- 알페아 – 비주얼, 리드보컬
- 비앙카 – 메인댄서, 서브래퍼
- 재즈 – 메인보컬, 막내

## 디스코그래피

### 디지털 싱글
- "BANG!" (쾅!) (2022)
- "Babalik" (돌아올 것이다) (2022)